# Gyrophaena lobata
Gyrophaena lobata är en skalbaggsart som beskrevs av Thomas Casey 1906. Gyrophaena lobata ingår i släktet Gyrophaena och familjen kortvingar. Inga underarter finns listade i Catalogue of Life.